# Lutzomyia moucheti
Lutzomyia moucheti är en tvåvingeart som beskrevs av Pajot F. X., Le Pont F. 1978. Lutzomyia moucheti ingår i släktet Lutzomyia och familjen fjärilsmyggor. Inga underarter finns listade i Catalogue of Life.